# Богдана
Богдана, още Богданица или Богданска река (на гръцки: Μπογδάνα), е река в Егейска Македония, Гърция. Реката оформя границата между планините Карадаг (Мавровуни) и Богданска (Вертискос).

## Етимология
Името на реката има българска етимология и произхожда от личното име Богдан. То се свързва с името на средновековния владетел Богдан, управлявал самостоятелно околните земи през втората половина на XIV век.

## Път
Реката извира южно под връх Равна (915,6 m) в Карадаг на североизток от Хаджи Байрамли (Теодосия) и на югозапад от Равна (Исома) под името Стара река (Палиорема). Тече в югоизточна,  след това в южна посока. Минава западно от Негован (Ксилополи) и западно от Зарово (Никополи) и завива на югозапад. Под връх Отманли приема голям ляв приток, който всъщност традиционно носи името Богдана. Излиза от планината, завива на юг, преминава през Лъгадинското поле западно от Лъгадина (Лангадас) и се влива от запад в Лъгадинското езеро.

## Водосборен басейн
→ ляв приток, ← десен приток
- ← Дуси
- → Микри Ливадия
- ← Кокинос
- ← Извор
- → Амбеля
- ← Дзивани
- → Богдана
- → Ковали
- ← Бурун
- → Мара